# Monthon

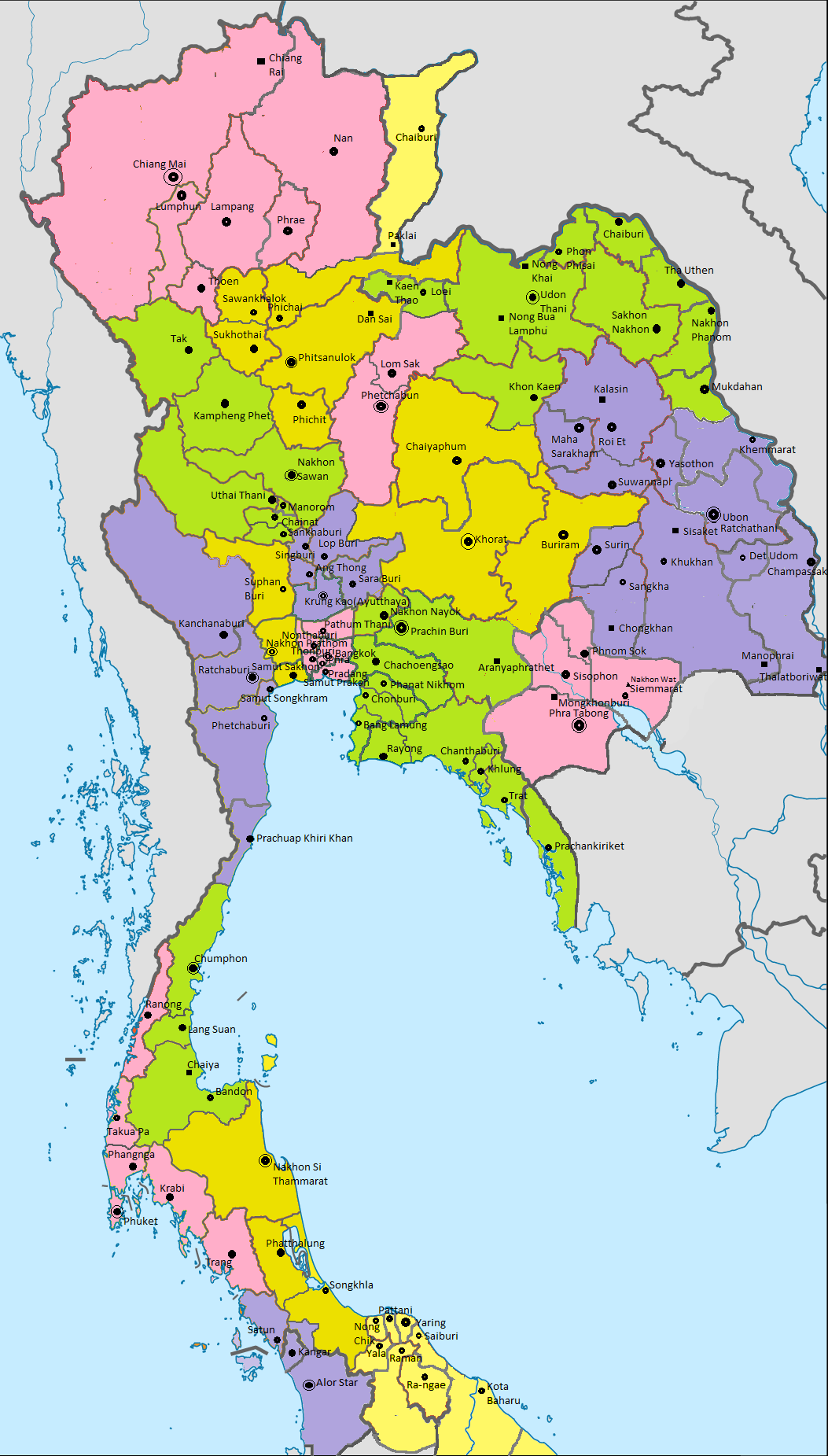
Les monthon et provinces du Siam en 1900

Le monthon, en thaï มณฑล, du sanscrit mandala ou « cercle », était une subdivision du royaume de Siam (aujourd'hui la Thaïlande) au début du XXe siècle. Ils furent créés dans le cadre d'un système administratif, le thesaphiban (เทศาภิบาล, littéralement « contrôle du territoire ») mis en place par le prince Damrong Rajanubhab, en même temps que les provinces ou changwat, les districts ou amphoe et les communes ou tambon.
Un monthon était dirigé par un commissaire royal également appelé thesaphiban. Le système fut officiellement adopté en 1897. Ce ne fut toutefois que vers 1910 qu'il fut mis en place dans l'ensemble du royaume. La principale raison d'une telle lenteur était le manque de personnel compétent, ainsi que la résistance des chefs traditionnels locaux.
Avant la réforme du thesaphiban, le Siam était constitué de cités partiellement indépendantes appelées muang, certaines directement vassales de la capitale, d'autres vassales de muang plus importants ou d'un des royaumes tributaires. Avant la réforme, les gouverneurs se rémunéraient sur les impôts qu'ils collectaient sur leur territoire et héritaient leur position de leur famille. La réforme convertit cette position en un poste officiel, salarié du gouvernement central. Les muang sont alors devenus des provinces. Le terme de changwat pour désigner une province fut utilisé pour la première fois en 1907 pour celles du monthon de Pattani. Cet usage fut généralisé en 1916.
En 1915, on comptait 19 monthon et 72 provinces. Pour des raisons d'économie, plusieurs monthon furent regroupés en 1925. Celui de Phetchabun fut dissous en 1915. Restaient alors 14 monthon : Chanthaburi, Nakhon Chaisi, Nakhon Sawan, Pattani, Nakhon Si Thammarat, Nakhon Ratchasima, Prachinburi, Phayap, Phitsanulok, Phuket, Ratchaburi, Ayutthaya, Udon Thani et Krung Thep (Bangkok). Quatre autres monthon furent abolis en 1932 : Pattani, Nakhon Sawan, Nakhon Chaisi et Chanthaburi.
Finalement, en 1933, l'ensemble du système des monthon fut supprimé, à la suite du coup d'État de 1932 qui transforma la monarchie absolue en monarchie constitutionnelle et changea le nom du pays de « Siam » en « Thaïlande ». Depuis, c'est la province qui constitue le niveau administratif le plus élevé.